# Elaphognathia bifurcilla
Elaphognathia bifurcilla är en kräftdjursart som först beskrevs av David Malcolm Holdich och Harrison 1980.  Elaphognathia bifurcilla ingår i släktet Elaphognathia och familjen Gnathiidae. Inga underarter finns listade i Catalogue of Life.